# Physaria grahamii
Physaria grahamii är en korsblommig växtart som beskrevs av Conrad Vernon Morton och E.H. Graham. Physaria grahamii ingår i släktet Physaria och familjen korsblommiga växter. Inga underarter finns listade i Catalogue of Life.